# La família Bélier
La família Bélier (títol original en francès, La Famille Bélier) és una comèdia dramàtica francesa de 2014, dirigida per Éric Lartigau. La pel·lícula va rebre sis nominacions als Premis César, entre elles la de millor film, guanyant el de millor promesa femenina per Louane Emera. En total va recaptar 72,8 milions de dòlars.
Ha estat doblada al català central, i també al valencià per a À Punt.

## Argument
A la família Bélier, la filla de 16 anys Paula és una intèrpret indispensable per als seus pares i el seu germà, tots ells sords, traduint per ells tot allò necessari, sobretot pel que fa a la granja que dirigeixen. Un dia, no obstant, un professor de música descobreix el seu talent per al cant, encoratjant a Paula de participar en una prestigiosa prova a París, la qual li permetrà tenir una bona carrera musical. Tot i així, tirar endavant amb aquesta possibilitat vol dir abandonar la família i prendre els primers passos cap a la vida adulta.

## Càsting
- Karin Viard com a Gigi Bélier
- François Damiens com a Rodolphe Bélier
- Éric Elmosnino com a M. Thomasson
- Louane Emera com a Paula Bélier
- Roxane Duran com a Mathilde
- Ilian Bergala com a Gabriel
- Luca Gelberg com a Quentin Bélier
- Mar Sodupe com a Mlle Dos Santos
- Stéphan Wojtowicz com a Lapidus
- Jérôme Kircher com a Dr. Pugeot
- Bruno Gomila com a Rossigneux
- Clémence Lassalas com a Karène

## Al voltant de la pel·lícula
L'actriu Louane Emera qui interpreta el paper de la Paula havia participat en l'edició del 2013 del programa de televisió The Voice on va arribar a les semifinals. Completen el repartiment de la família Bélier Karin Viard, guanyadora d'un César per Haut les cœurs !(1999), François Damiens i en el rol del professor de música Eric Elmosnino, actor distingit amb César pel paper protagonista a Gainsbourg (2010).
El 2021 se'n va fer una nova versió: CODA escrita i dirigida per l'estatunidenca Sian Heder, guardonada amb tres estatuetes a la 94 edició dels Premis Òscar 2022, Oscar a la millor pel·lícula, Oscar al millor actor secundari per Troy Kotsur i Oscar al millor guió adaptat